# Dschabhat al-Akrād
Dschabhat al-Akrad, auch Jabhat al-Akrad (kurdisch Enîya Kurdan, arabisch لواء جبهة الأكراد Liwāʾ Dschabhat al-Akrād, deutsch Brigade der Front der Kurden) ist eine überwiegend kurdische Rebellengruppe in Syrien und kämpft im syrischen Bürgerkrieg neben anderen Organisationen gegen das Assad-Regime sowie die Terrororganisation Islamischer Staat (IS). Die Gruppe wurde als Teil der Freien Syrischen Armee gegründet. Nach Gefechten mit IS im August 2013 wurde al-Akrad jedoch aufgrund ihrer vermeintlichen Nähe zur Partei der Demokratischen Union (PYD) aus der FSA ausgeschlossen. Die Gruppe selbst stritt jegliche Verbindungen zur PYD ab. Nach eigenen Angaben umfasst die Gruppe bis zu 7.000 Kämpfer. Die Gruppe gilt als weitgehend liberal und ist vor allem in Nordsyrien aktiv.
Im Mai 2015 wurde Dschabhat al-Akrād ein Teil der Armee der Revolutionäre, die im Oktober wiederum mit anderen Gruppen das Militärbündnis Demokratische Kräfte Syriens bildeten.